# Cheilanthes rufopunctata
Cheilanthes rufopunctata är en kantbräkenväxtart som beskrevs av Eduard Rosenstock. Cheilanthes rufopunctata ingår i släktet Cheilanthes och familjen Pteridaceae. Inga underarter finns listade.